# Степняк (фильм)
«Степняк» (азерб. Çölçü) — фильм азербайджанского режиссёра Шамиля Алиева, снятый в 2012 году по заказу Министерства культуры и туризма Азербайджана на киностудии «Азербайджанфильм». В фильме рассказывается о судьбе степняка, который проживает в архаичном мире, и молодой девушке, являющейся носительницей современной культуры. Степняк, живущий отшельником встречает девушку из деревни, которая навсегда меняет его жизнь.
Фильм «Степняк» был также включён в предварительный список премии «Оскар» 2014 года в номинации «Лучший фильм на иностранном языке».

## В ролях
| Актёр            | Роль                      |
| ---------------- | ------------------------- |
| Видади Гасанов   | Пожилой степняк           |
| Бахруз Вагифоглу | Молодой степняк           |
| Саломе Демурия   | Девушка                   |
| Джавидан Мамедли | Детство молодого степняка |

## Фестивали
В сентябре 2012 года фильм принял участие на XXI кинофестивале «Киношок» в Анапе. В этом же году фильм был включён в программу VII международного фестиваля «Евразия», проходившего в Алмате. В октябре 2012 года фильм был показан на V Международном фестивале «Дидор» в Душанбе. По итограм этого кинофестиваля режиссёр фильма Шамиль Алиев был удостоен специального диплома Международного жюри «За сказочную реальность». Фильм «Степняк» вошёл также в основную конкурсную программу XVI Международного Таллинского кинофестиваля «Тёмные ночи» (12-28 ноября). 4 декабря 2012 фильм был продемонстрирован на 35-м Каирском международном кинофестивале. Также в декабре 2012 года фильм принял участие на XIII кинофестивале в Тбилиси.
В марте 2013 года фильм принял участие на XXIV кинофестивале в Анкаре, а в мае этого же года — на Хабаровском кинофестивале «Золотой Витязь». В октябре-ноябре 2013 года фильм был показан на 62-м Международном кинофестивале Мангейм — Хайдельберг. В ноябре 2013 года фильм Степняк принял участие на IX Казанском международном фестивале мусульманского кино. В январе 2014 года фильм принимает участие в XIII кинофестивале в Дакке.

## Отзывы
Кинокритик Наталья Сиривля пишет, что в картине настоящая жизнь равна демонстративному разрыву с цивилизацией:
Минимум слов, невероятной красоты степь, иконописные лица героев и значительные, надменные, мудрые «лица» верблюдов… Библейская история, снятая без затей, без какой-либо дистанции и кавычек в первой четверти XXI века. Хочется себя ущипнуть: неужели такое возможно?
Глава отборочной комиссии МКФ «Золотой Витязь» Ольга Курганова говорит, что это фильм «о человеке в мусульманской стране, который живёт в степи и настолько далёк от культурного центра, что даже молиться не умеет. Но его поступки говорят о том, что он не словом, а делом исповедует свою религию».

## Награды
- L’Age d’Or International Arthouse Film Festival[15]
  - «Лучший художественный фильм»
  - «Лучший режиссер»
  - «Лучшая актриса»
  - «Лучший актер второго плана»
- «Лучший художественный фильм» — Jean Luc Godard Awards[16]
- «Лучший художественный фильм» — Golden Fox Awards[17]
- «Лучший художественный фильм» — Rainbow International Film Festival[18]
- Pıgeon D’or Awards[19]
- «Лучший художественный фильм» — Falcon International Film Festival[20]
- «Лучший художественный фильм» — World Film Carnival[20]
- «Лучший художественный фильм» — Rosebud International Film Festival[20]
- Panjim International Film Festival[21]
  - «Лучший художественный фильм»
  - «Лучшая режиссура»
  - «Лучшая продюсерская работа»